# Musée du quai Branly

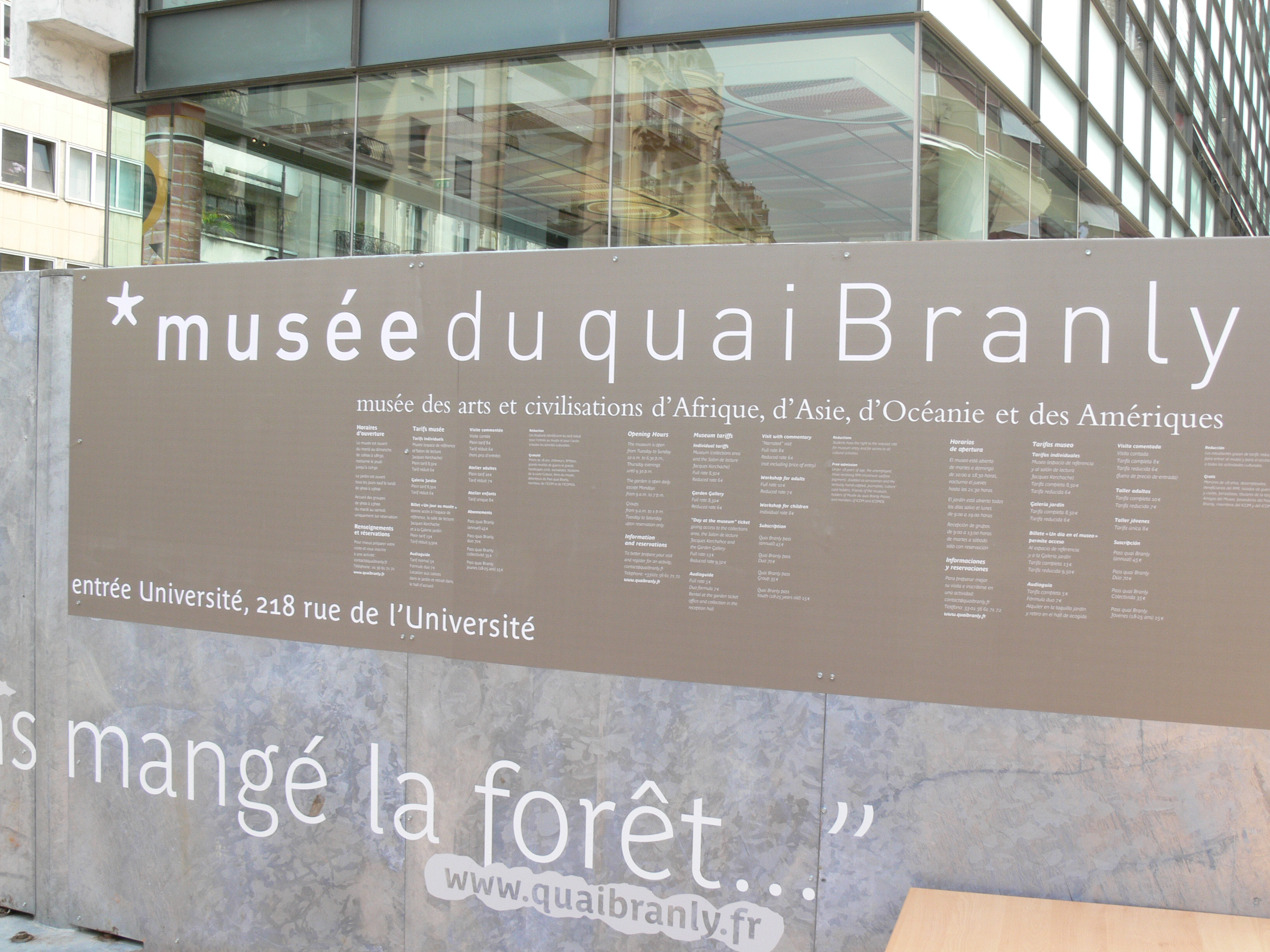
Naambord

Musée du quai Branly is een groot etnografisch museum dat gevestigd is in het 7e arrondissement van Parijs, dicht bij de Eiffeltoren. Op 23 juni 2006 werd het officieel geopend door de toenmalige Franse president Jacques Chirac. Het museum gaat door als zijn project om in de Franse hoofdstad een duurzaam cultureel monument na te laten dat hem zal overleven. Op dezelfde wijze verleende president Pompidou in de zeventiger jaren zijn naam aan het Centre Georges Pompidou.

## Gebouw

Musée du Quai Branly

Het museum, ontworpen door architect Jean Nouvel beslaat met zijn vier gebouwen een oppervlakte van 40.600 m².
Om een natuurlijk effect te benadrukken is één muur van 200 meter lang en 12 meter hoog aan de buitenzijde begroeid met planten. Deze werd ontworpen door de Franse botanicus Patrick Blanc.

## Verzameling
De verzameling is een samenvoeging van de etnografische collectie van het Musée de l'Homme en het als zodanig opgeheven Musée national des Arts d'Afrique et d'Océanie. Er zijn 3500 objecten tentoongesteld, uit een totale verzameling van 300.000 stuks. Er is een verzameling kunstschatten te bezichtigen uit Afrika, Azië, Oceanië, Australië, Noord-, Midden- en Zuid-Amerika. Men opteerde niet voor een thematische maar voor een geografische opstelling. Het museum wil op die manier een interactie tussen de verschillende culturen bewerkstelligen. Er vinden geregeld tijdelijke tentoonstellingen plaats.

## Trivia
Intussen zijn twee musea in Parijs vernoemd naar de Franse natuurkundige Édouard Branly:
- Musée du quai Branly, het etnografisch museum
- Musée Édouard Branly, een natuurwetenschappelijk museum